# توماس ويذرز تشين
توماس ويذرز تشين هو قاضي ومحامي وسياسي أمريكي، ولد في 22 نوفمبر 1791 في كينثيانا في الولايات المتحدة، وتوفي في 22 مايو 1852 في مقاطعة ويست باتون روغ في الولايات المتحدة. نشط حزبياً في حزب اليمين. وقد انتخب عضو مجلس النواب الأمريكي ‏.